# Йешилпънар (вилает Лозенград)
Йешилпънар (на турски: Yeşilpınar) е село в околия Павлово, вилает Лозенград (Къркларели), Турция. Според оценки на Статистическия институт на Турция през 2018 г. населението на селото е 84 души.

## География
Селото се намира в историко–географската област Източна Тракия.